# 江南谷精草
江南谷精草（学名：Eriocaulon faberi），为谷精草科谷精草属下的一个植物种。种名faberi以19世纪来中国传教、收集植物的德国植物学家花之安（Ernst Faber, 1839-1899）的名字命名。